# Heaven and Hell (ensaio)
Heaven and Hell, em português Céu e Inferno, é um ensaio filosófico escrito por Aldous Huxley e publicado em 1956. O título faz alusão ao romance The Marriage of Heaven and Hell (1973), do poeta William Blake. O texto discute a relação entre objetos brilhantes e coloridos, desenhos geométricos, psicoativos, arte e experiência profunda. Os termos céu e inferno referem-se metaforicamente ao que Huxley concebe como duas experiências místicas contrárias que potencialmente aguardam a abertura das "portas da percepção" – não apenas em uma experiência mística, mas na vida cotidiana.
Huxley usa o termo antípodas para descrever as "regiões da mente" que podem ser alcançadas através da meditação, deficiências vitamínicas, autoflagelação, jejum, privação do sono ou, mais efetivamente, como defende o autor, com a ajuda de certas substâncias químicas como o LSD ou a mescalina. Em edições posteriores, o ensaio foi publicado junto a The Doors of Perception.